# Liu Guozhong
Liu Guozhong är en kinesisk kommunistisk politiker på ledande nivå och är sedan mars 2023 Folkrepubliken Kinas andre vice premiärminister.
Liu har suttit sekretariatet för den Allkinesiska fackföreningsfederationen. Han var partichef i Shaanxi 2020-22 och är sedan 22 oktober 2022 ledamot i politbyrån i Kinas kommunistiska parti.